# مقاطعة أفيري (كارولاينا الشمالية)
مقاطعة أفيري (بالإنجليزية: Avery County)‏ هي إحدى مقاطعات ولاية كارولاينا الشمالية في الولايات المتحدة الأمريكية. مركز المقاطعة أو مقعدها هي مدينة نيولاند. تأسست هذه المقاطعة سنة 1911.أصل هذه المقاطعة يأتي من: مقاطعة كالدويل, مقاطعة ميتشل, ومقاطعة واتوغا.

## أعلام
- بيلي كونستابل